# Mai 1880

## Événements
- 4 mai : Edward Blake devient le chef du parti libéral du Canada.
- 22 mai :
  - Création de La Vierge à l'Opéra de Paris
  - Pierre Dadolle est ordonné prêtre
  - François-Nicolas-Alphonse Kunemann est ordonné prêtre

- 26 mai : bataille de l'Alto de la Alianza, dans la guerre du Pacifique impliquant les armées alliés de la Bolivie et du Pérou contre l'armée du Chili.

## Naissances
- 6 mai :
  - William Edmund Ironside, officier supérieur britannique († 22 septembre 1959).
  - Ernst Kirchner, peintre allemand († 15 juin 1938).
- 9 mai : André Léveillé, peintre français († 24 décembre 1963).
- 22 mai :
  - Henri Gavel (mort le 15 octobre 1959), linguiste français
  - Teddy Morgan (mort le 1er septembre 1949), joueur de rugby gallois
  - Francis de Miomandre (mort le 1er août 1959), écrivain français
  - Henri Chantrel (mort le 1er septembre 1944), enseignant et résistant français
  - Pierre Menard (mort le 15 décembre 1952), docteur en Médecine de la Faculté de Paris.
  - Achille Capliez (mort le 30 janvier 1969), artiste-peintre français
  - Ernest Oppenheimer (mort le 25 novembre 1957), homme d'affaires sud africain
- 25 mai : Charlotte Berend-Corinth, peintre allemande († 10 janvier 1967).

## Décès
- 8 mai : Gustave Flaubert, écrivain français.
- 9 mai : George Brown, père de la Confédération canadienne.
- 16 mai : Clément-Auguste Andrieux, peintre et lithographe français (° 7 décembre 1829).
- 18 mai : Louis-Édouard Pie, cardinal français, évêque de Poitiers (° 26 septembre 1815).
- 22 mai :
  - Heinrich von Gagern (né le 20 août 1799), homme politique libéral allemand
  - Charles François Laffite (né le 13 novembre 1798), procureur du roi à Nérac